# 1962年の映画
1962年の映画（1962ねんのえいが）では、1962年（昭和37年）の映画分野の動向についてまとめる。
1961年の映画 - 1962年の映画 - 1963年の映画

## 出来事

### 世界
- 1月23日 - フランス、フランソワ・トリュフォー監督『突然炎のごとく』公開[1][2]。
- 4月11日 - フランス、アニエス・ヴァルダ監督『5時から7時までのクレオ』公開[1][3]。
- 4月15日 - イタリア・ミラノ国際映画見本市（19日まで）に日本代表団団長として清水雅東宝社長、松林宗恵監督、女優・星由里子ら出席[4]。
- 8月5日 - 米国、女優・マリリン・モンロー死去[1][5][4]。
- 9月15日 - ペルー・東宝リマ事務所を新設[4]。
- 9月20日 - フランス、ジャン＝リュック・ゴダール監督『女と男のいる舗道』公開[1][6]。
- 10月 - 東宝、タイ・バンコク、インドネシア・ジャカルタ、フィリピン・マニラ各都市に駐在員事務所開設[7]。
- 10月5日 - 英国、007シリーズ第1作『007は殺しの番号』（原題: Dr. No、テレンス・ヤング監督）公開[1][8]。

### 日本
- 1月
  - 富士映画と大和フィルムが合併し、大蔵映画設立[9]。
  - 1月3日 - 『若き日の次郎長 東海道のつむじ風』[10] / 『ひばり・チエミの弥次喜多道中』公開、ヒット[11]。
- 2月
  - 日活、撮影所パーマネントオープンセット第1期工事完成、「日活銀座」の誕生[12]。同セットを利用した最初の映画が『銀座の恋の物語』（蔵原惟繕監督）と『上を向いて歩こう』（舛田利雄監督）の2本立て[13]。
  - 2月1日 - ニュー東映の支社機構を東映に吸収・一本化[11]。
  - 2月6日 - 東映と日本ビクター、丸の内東映劇場で「カラー・アイドホール（英語版）」実験公開[14][15][9]。結局、劇場での実用化には至らなかった[16]。
- 3月
  - 3月1日 - テレビ受信契約数が1000万を突破[17][18]。普及率は48.5パーセント[18]。
  - 3月8日 - 松竹労組、定年切り下げに反対し、24時間スト[4]。
  - 3月13日 - 成人映画 『肉体の市場』（2月27日封切り、大蔵映画、 ピンク映画第1号）[19]大ヒット[4]、 公開後に警視庁の要請で本編の一部カット[4]。
  - 3月18日 - 丸の内松竹、松竹封切に転向[4]。松竹作品が念願の丸の内進出[4]。21日、東京松竹セントラル（東京松竹劇場から改称）、洋画ロードショー劇場に転向[4]。
- 4月
  - 東宝、映画館の名称変更相次ぐ[4]。1日、名古屋・名宝ニュース劇場から名宝シネマに、 大阪・南街ニュース劇場から南街名画座に改称[4]。20日、東京・日劇ニュース劇場から日劇文化劇場に[4]。24日、東京・スキヤバシ東宝からスキヤバシ映画劇場に改称[4]。
  - 4月1日 - 入場税、一律10パーセントに軽減[20][21][4]。ただし、一般30円以下、教員引率50円以下は非課税（免税点）[4]。邦画大手5社直営館、政府の要望を受け入れ、減税分だけの料金値下げを実施[4]。
  - 4月6日 - 東宝、創立30周年を記念し、6作品の公開を発表[22]。『キングコング対ゴジラ』・『河のほとりで』[23]・『放浪記』・『天国と地国』・『憂愁平野』[24]・『忠臣蔵 花の巻・雪の巻』[22]。
  - 4月9日 - 邦画5社長会、各社専属主演スターの他社出演を全面禁止申し合わせ[20][4][22][注 1]。
  - 4月20日 - 東京・みゆき座、洋画ロードショー劇場となり『私生活』（ルイ・マル監督）を上映[4]。
  - 4月30日 - 松竹、大谷博社長辞任、大谷竹次郎社長就任[20][22][4]。
- 5月
  - 東宝・大映労組、賃上げ要求ストライキ[21]。
  - 5月17日 - 洋画興行での東宝、松竹間の争奪戦激化、アルフレッド・ヒッチコック監督『鳥』をめぐる問題で東宝金子操取締役がコメント発表[4]。
- 6月
  - 6月6日 - 第5回東宝映画祭 (ハワイ、ロサンゼルス)に出席のため清水雅社長、女優・団令子、浜木綿子ら出発[4]。
  - 6月7日 - 日本の海外紹介に貢献した映画に対し外務大臣賞の授与を決定[4]。11月15日、松山善三監督『名もなく貧しく美しく』、第1回外務大臣賞受賞[7]。
  - 6月30日 - 松竹セレクト国際映画改組、「松竹国際映画」と改称[4]。
- 7月
  - 衆議院大蔵委員会、輸入映画の税関審査に関して違憲合憲の公聴会を開く[21]。
  - 7月2日 - 三船プロダクション設立[25]。
  - 7月18日 - 俳優大河内伝次郎（64歳）死去[26][注 2]。
  - 7月28日 - 東宝クレージー映画シリーズ第1作『ニッポン無責任時代』公開[27]、大ヒット[25]。その後「日本一シリーズ」は12作続いた[25]。
- 8月
  - 日本映画製作者連盟配給部会の調査によると、1961年10月から1962年7月までの10か月間で842館の映画館が休廃館した[21][25]。
  - 8月9日 - 東映、光学・磁気両再生可能な8ミリ映写機「東映トーキー8M」の完成発表[14]。
  - 8月15日 - 東京映画、東京世田谷の連合映画撮影所に移転[4]。
- 9月
  - 日活、『日活50年史』発行[28]。
  - 9月1日
    - 東宝、洋画興行における松竹との提携解消、再び東宝・松竹が独自に番組編成を実施[4]。
    - 松竹洋画系（S･Yチェーン）、『赤い河』、『巌窟王 (1961年の映画)』で復活[4]。
    - 松竹と東急文化会館、洋画配給で完全提携[25][21][4][29]。S･Tチェーン（Shochiku･Tokyu映画興行チェーン）結成[29]。

  - 9月7日 - 作家吉川英治（70歳）死去[30]。
  - 9月12日 - 東京・日比谷スカラ座でドキュメンタリー調の映画『世界残酷物語』（グァルティエロ・ヤコペッティ監督）公開、ヒット[4]。同劇場歴代動員新記録43万3504人（興行収入1億1769万5493円）[4]。
- 10月
  - 松竹国際映画を解消[21]、松竹と映配が合併、松竹映配発足[7][20][21]。
  - 10月21日 - 東映フライヤーズ、プロ野球日本シリーズ優勝[31][32][33]。
- 11月
  - 11月3日 - 小津安二郎監督、映画界初の芸術院会員となる[20][21][注 3]。
  - 11月17日 - 『宮本武蔵 般若坂の決斗』（内田吐夢監督） / 『若ざくら喧嘩纏』[35]公開、ヒット[11]。
  - 11月28日 - 日本初のドライブインシアターのウェスタン・ドライブ・イン・シアターが東京都砂川町に開業[7][21][34]。
  - 11月29日 - テアトル東京が帝国劇場に替わってシネラマ劇場に改装され、シネラマ劇映画第1作『西部開拓史』を公開[30]。
- 12月
  - 第2回「映画白書」発表[21]。

## 周年
- 創立30周年
  - 東宝 - 創立30周年を記念し、6大作品の製作を発表[22]。『キングコング対ゴジラ』・『河のほとりで』・『放浪記』・『天国と地国』・『憂愁平野』・『忠臣蔵 花の巻・雪の巻』[22]。

## 日本の映画興行
- 入場料金（大人）
  - 260円（東京の邦画封切館）[36]
  - 160円（統計局『小売物価統計調査（動向編） 調査結果』[37] 銘柄符号 9341「映画観覧料」）[38]
- 入場者数 6億6228万人[39] - ピーク時の11億人（1958年）から映画人口が半減[40]。
- 興行収入 759億8300万円[39]

| 配給会社 | 年間配給収入 (単位：百万円) | 前年対比 |
| -------- | --------------------------- | -------- |
| 松竹     | 3,610                       | 090.1%   |
| 東宝     | 5,465                       | 113.3%   |
| 大映     | 4,198                       | 101.4%   |
| 東映     | 7,591                       | 077.9%   |
| 日活     | 6,467                       | 100.2%   |

出典: 東宝 編『東宝75年のあゆみ 1932 - 2007 資料編』（PDF）東宝、2010年4月、48頁。

## 各国ランキング

### 日本配給収入ランキング
| 順位 | 題名                  | 配給 | 配給収入    |
| ---- | --------------------- | ---- | ----------- |
| 1    | 天国と地獄            | 東宝 | 4億6020万円 |
| 2    | 花と竜                | 日活 | 3億6040万円 |
| 3    | 勢揃い東海道          | 東映 | 3億5212万円 |
| 4    | キングコング対ゴジラ  | 東宝 | 3億5010万円 |
| 5    | 宮本武蔵 般若坂の決斗 | 東映 | 3億0241万円 |
| 6    | 人生劇場 飛車角       | 東映 | 2億8800万円 |
| 7    | どぶろくの辰          | 東宝 | 2億8480万円 |
| 8    | 忠臣蔵 花の巻・雪の巻 | 東宝 | 2億8010万円 |
| 9    | 裏切者は地獄だぜ      | 東映 | 2億7912万円 |
| 10   | 青い山脈              | 日活 | 2億7080万円 |

出典:『キネマ旬報ベスト・テン85回全史 1924-2011』キネマ旬報社〈キネマ旬報ムック〉、2012年5月、190頁。ISBN 978-4873767550。
| 順位 | 題名                  | 製作国                            | 配給                       | 配給収入    |
| ---- | --------------------- | --------------------------------- | -------------------------- | ----------- |
| 1    | 史上最大の作戦        | アメリカ合衆国の旗                | 20世紀フォックス           | 6億8067万円 |
| 2    | 世界残酷物語          | イタリアの旗                      | 東和                       | 4億0500万円 |
| 3    | ハタリ!               | アメリカ合衆国の旗                | パラマウント映画           | 3億3753万円 |
| 4    | エル・シド            | イタリアの旗 · アメリカ合衆国の旗 | コロンビア ピクチャーズ    | 3億2707万円 |
| 5    | 101匹わんちゃん大行進 | アメリカ合衆国の旗                | 日本RKO                    | 3億2009万円 |
| 6    | 荒野の3軍曹           | アメリカ合衆国の旗                | ユナイテッド・アーティスツ | 1億7244万円 |
| 7    | 駅馬車 （リバイバル） | アメリカ合衆国の旗                |                            | 1億6862万円 |
| 8    | ブルー・ハワイ        | アメリカ合衆国の旗                | パラマウント映画           | 1億5921万円 |
| 9    | 戦場                  | ソビエト連邦の旗                  | 日本ヘラルド               | 1億5106万円 |
| 10   | 隊長ブーリバ          | アメリカ合衆国の旗                | ユナイテッド・アーティスツ | 1億4755万円 |

出典:『キネマ旬報ベスト・テン85回全史 1924-2011』キネマ旬報社〈キネマ旬報ムック〉、2012年5月、191頁。ISBN 978-4873767550。

### 北米興行収入ランキング
| 順位 | 題名                | スタジオ                | 興行収入    | 出典   |
| ---- | ------------------- | ----------------------- | ----------- | ------ |
| 1.   | アラビアのロレンス* | コロンビア ピクチャーズ | $44,824,144 | [ 47 ] |
| 2.   | 史上最大の作戦      | 20世紀フォックス        | $39,100,000 | [ 48 ] |
| 3.   | 難破船              | ウォルト・ディズニー    | $21,745,500 | [ 49 ] |
| 4.   | ミンクの手ざわり    | ユニバーサル映画        | $17,648,927 | [ 50 ] |
| 5.   | ミュージック・マン  | ワーナー・ブラザース    | $14,953,846 | [ 51 ] |
| 6.   | 戦艦バウンティ      | MGM                     | $13,680,000 | [ 52 ] |
| 7.   | アラバマ物語        | ユニバーサル映画        | $13,129,846 | [ 53 ] |
| 8.   | ハタリ!             | パラマウント映画        | $12,923,077 | [ 54 ] |
| 9.   | ジプシー            | ワーナー・ブラザース    | $11,076,923 | [ 55 ] |
| 10.  | パリよ、こんにちは! | ウォルト・ディズニー    | $11,000,000 | [ 56 ] |

(*) リバイバル公開分も含む累計興行収入

## 日本公開映画
1962年の日本公開映画を参照。

## 受賞
- 第35回アカデミー賞
  - 作品賞 - 『アラビアのロレンス』
  - 監督賞 - デヴィッド・リーン（アラビアのロレンス）
  - 主演男優賞 - グレゴリー・ペック（アラバマ物語）
  - 主演女優賞 - アン・バンクロフト（奇跡の人）

- 第20回ゴールデングローブ賞
  - 作品賞 (ドラマ部門) - 『アラビアのロレンス』
  - 主演女優賞 (ドラマ部門) - ジェラルディン・ペイジ（渇いた太陽）
  - 主演男優賞 (ドラマ部門) - グレゴリー・ペック（アラバマ物語）
  - 作品賞 (ミュージカル・コメディ部門) - 『ミンクの手ざわり』、『Music Man』
  - 主演女優賞 (ミュージカル・コメディ部門) - ロザリンド・ラッセル（ジプシー）
  - 主演男優賞 (ミュージカル・コメディ部門) - マルチェロ・マストロヤンニ（イタリア式離婚狂想曲）
  - 監督賞 - デヴィッド・リーン（アラビアのロレンス）

- 第28回ニューヨーク映画批評家協会賞 - （受賞なし）

- 第15回カンヌ国際映画祭
  - パルム・ドール - 『サンタ・バルバラの誓い』（アンセルモ・デュアルテ）
  - 審査員特別賞 - 『ジャンヌ・ダルク裁判』（ロベール・ブレッソン）、太陽はひとりぼっち (ミケランジェロ・アントニオーニ)

- 第23回ヴェネツィア国際映画祭
  - 金獅子賞 - 『僕の村は戦場だった』 (アンドレイ・タルコフスキー)、『家族日誌』 (ヴァレリオ・ズルリーニ)
  - 男優賞 - バート・ランカスター (終身犯)
  - 女優賞 - エマニュエル・リヴァ ("Thérèse Desqueyroux")

- 第12回ベルリン国際映画祭
  - 金熊賞 - 『或る種の愛情』 (ジョン・シュレシンジャー)
  - 金熊賞(男優賞) - フランチェスコ・ロージ (シシリーの黒い霧)
  - 金熊賞(男優賞) - ジェームズ・スチュワート (H氏のバケーション)
  - 金熊賞(女優賞) - ヴィヴェカ・リンドフォース、リタ・ガム ("No Exit")

- 第13回ブルーリボン賞
  - 作品賞 - 『キューポラのある街』
  - 主演男優賞 - 仲代達矢（『切腹』）
  - 主演女優賞 - 吉永小百合（『キューポラのある街』）
  - 監督賞 - 市川崑（『私は二歳』『破戒』）

- 第36回キネマ旬報ベスト・テン
  - 外国映画第1位 - 『野いちご』
  - 日本映画第1位 - 『私は二歳』

- 第17回毎日映画コンクール
  - 日本映画大賞 - 『切腹』

- 第17回文部省芸術祭賞
  - 映画部門（日本劇映画） - 『人間』
  - 映画部門（日本記録映画） - 『特別天然記念物 尾瀬』[57]
  - 映画部門（外国映画） - 『野いちご』[58][注 4]

## 誕生
- 1月15日 - 石原良純、日本の俳優・タレント・気象予報士
- 1月17日 - ジム・キャリー、カナダの俳優
- 2月25日 - 寺脇康文、日本の俳優
- 3月6日 - 柳沢慎吾、日本の俳優
- 3月18日 - 豊川悦司、日本の俳優
- 4月24日 - 山咲千里、日本の女優
- 5月6日 - 鈴井貴之、日本の構成作家・映画監督
- 5月10日 - デヴィッド・フィンチャー、アメリカの映画監督
- 5月31日 - 日髙のり子、日本の声優
- 6月6日 - 是枝裕和、日本の映画監督
- 6月11日 - 関俊彦、日本の声優
- 6月19日 - 小沢仁志、日本の俳優
- 6月24日 - 六角精児、日本の俳優
- 6月27日 - 梁朝偉、中国の俳優
- 7月3日 - トム・クルーズ、アメリカの俳優
- 7月4日 - 町山智浩、日本の映画評論家
- 8月10日 - 筧利夫、日本の俳優
- 8月15日 - 宇梶剛士、日本の俳優
- 8月19日 - 風間トオル、日本の俳優
- 10月13日 - 筒井真理子、日本の女優
- 10月27日 - 渡辺いっけい、日本の俳優
- 11月11日 - デミ・ムーア、アメリカの女優
- 11月19日 - ジョディ・フォスター、アメリカの女優
- 12月15日 - 松尾スズキ、日本の俳優

## 死去
| 日付 | 日付 | 名前                   | 国籍               | 年齢 | 職業                 |
| 1月  | 21日 | 龍田静枝               | 日本の旗           | 58   | 女優                 |
| 4月  | 11日 | マイケル・カーティス   | アメリカ合衆国の旗 | 73   | 映画監督             |
| 6月  | 19日 | フランク・ボーゼイジ   | アメリカ合衆国の旗 | 68   | 映画監督             |
| 7月  | 18日 | 大河内傳次郎           | 日本の旗           | 64   | 俳優                 |
| 8月  | 5日  | マリリン・モンロー     | アメリカ合衆国の旗 | 36   | 女優                 |
| 10月 | 6日  | トッド・ブラウニング   | アメリカ合衆国の旗 | 82   | 映画監督             |
| 10月 | 11日 | 花柳はるみ             | 日本の旗           | 66   | 女優                 |
| 11月 | 8日  | ウィリス・オブライエン | アメリカ合衆国の旗 | 76   | 特殊効果クリエイター |
| 12月 | 15日 | チャールズ・ロートン   | イギリスの旗       | 63   | 俳優                 |
| 12月 | 17日 | トーマス・ミッチェル   | アメリカ合衆国の旗 | 70   | 俳優                 |